# Hotel Artemis
Hotel Artemis és una pel·lícula del 2018 escrita i dirigida per Drew Pearce, en el seu debut com a director de llargmetratge. És protagonitzada per Jodie Foster, Sterling K. Brown, Sofia Boutella, Jeff Goldblum, Charlie Day, Brian Tyree Henry, Jenny Slate, Dave Bautista i Zachary Quinto. La trama segueix la Jean Thomas, una infermera que dirigeix un hospital secret per a criminals a la futurista Los Angeles. Es va estrenar als Estats Units el 8 de juny de 2018. La pel·lícula va rebre crítiques contradictòries, que van elogiar el seu estil visual, el seu guió intrigant i la seva interpretació (especialment la de Foster), però va trobar que l'execució era deficient. Va ser un fracàs de taquilla, ja que només va recaptar 13 milions de dòlars contra un pressupost de 15 milions. S'ha doblat i subtitulat al català.